# Uitstel van Executie
Uitstel van Executie is een Nederlands televisieprogramma dat van 26 augustus 2008 tot 9 mei 2022 werd uitgezonden door RTL 4. De presentatie van het programma was in handen van Martijn Krabbé. Oorspronkelijk werd het programma elke dinsdag uitgezonden om 20.30 uur. Vanaf het twaalfde seizoen werd het op de maandag uitgezonden.
In het programma probeerde Krabbé samen met een makelaar, een bouwkundige en een budgetcoach te voorkomen dat huizen van mensen worden verkocht op een veiling. Vaak hebben de bewoners hoge schulden en zijn ze gedwongen om hun huis te verkopen.
De huizen verkeerde vaak in een slechte staat doordat de eigenaren niet genoeg geld hadden voor het onderhoud. Krabbé ging samen met zijn team in hun huis aan de slag om het toch nog te kunnen verkopen voor een goede prijs. De kandidaten kregen tips van de budgetcoach om beter te kunnen omgaan met hun geld.
In het najaar van 2024 kwam er een vernieuwde versie van het programma op televisie, Uitstel van Executie: Met Raad en Daad. Hierin probeert het vaste team zoveel mogelijk woonproblemen in een buurt binnen 72 uur op te lossen.